# Batres
Batres é um município da Espanha, na província e comunidade autônoma de Madrid. Tem 21,58 km² de área e em 2021 tinha 1 820 habitantes (densidade: 84,3 hab./km²). Limita com os municípios de El Álamo, Carranque, Casarrubios del Monte, Moraleja de Enmedio, Navalcarnero e Serranillos del Valle.